# Эрикссон, Гуннар
Гуннар Эрикссон (швед. Gunnar Eriksson; 3 января 1921 года, Мура — 8 июля 1982 года, Мура) — шведский лыжник, олимпийский чемпион и чемпион мира.

## Карьера
На Олимпийских играх 1948 года в Санкт-Морице, стал олимпийским чемпионом в эстафетной гонке и выиграл бронзовую медаль в гонке на 18 км. В эстафете бежал третий этап и начав его на лидирующей позиции он и закончил его уверенным лидером выигрывая у идущих вторыми финнов ровно 5 минут, на последнем этапе Мартин Лундстрём ещё больше укрепили преимущество сборной Швеции, и шведы завоевали золотую медаль. В гонке на 18 км почти 2 минуты проиграл ставшему вторым, своему партнёу по команде Нильсу Эстенссону, и 37 секунд выиграл у ставшего четвёртым, финского лыжника Хейкки Хасу. В гонке на 50 км участия не принимал.
На Олимпийских играх 1952 года в Осло стартовал лишь в гонке на 50 км, и занял в ней 12-е место 
На чемпионат мира-1950 в Лейк-Плэсиде стал чемпионом в гонке на 50 км в которой он почти на минуту опередил ставшего вторым своего соотечественника Энара Йосефссона.